# لغة فورو
 لغة ڤورو ,võro kiil' [ˈvɤro kʲi:lʲ] (بالإستونية: võru keel)‏) هي لغة تنتمي إلى فرعاللغات الفينية التي تنتمي بدورها إلى عائلة اللغات الأورالية. تقليديا كانت تُعتبر هذه اللغة لهجةً من مجموعة لهجات الإستونية الجنوبية للغة الإستونية، لكن في الوقت الحاضر تُعتبر لغة أدبيًّة وحدها تبحث عن الاعتراف الرسمي باعتبارها لغة إقليمية أصليَّة في إستونيا. يتحدَّث الڤورو حوالي 74,499 شخصًا يعيشون في الغالب في جنوب شرق إستونيا في ثمانية أبرشيات مقاطعة ڤورو التاريخيَّة: Karula, Harglõ, Urvastõ, Rõugõ, Kanepi, Põlva, Räpinä ، Vahtsõliina. هذه الأبرشيات حاليا تتمركز (بسبب إعادة الترسيم) في مقاطعات ڤورو وپولڤا  مع أجزاء تمتد إلى مقاطعات ڤالگا وتارتو. يوجد أيضًا متحدثون بهذه اللغة في بلدات تالينّ وتارتو وبقية إستونيا.

## الكتابة
الڤورو تسخدم الألفبائية اللاتينية حالها حال الإستونية والفنلندية.
| А ‎/ɑ/‏ | B ‎/p/‏ | C ‎/t͡s/‏ | D ‎/t/‏ | E ‎/e/‏  | F ‎/f/‏ | G ‎/k/‏  | H ‎/h/‏  | I ‎/i/‏  | J ‎/j/‏  | K ‎/kk/‏ |
| L ‎/l/‏ | M ‎/m/‏ | N ‎/n/‏  | O ‎/o/‏ | P ‎/pp/‏ | Q ‎/ʔ/‏ | R ‎/r/‏  | S ‎/ss/‏ | Š ‎/ʃʃ/‏ | T ‎/tt/‏ | U ‎/u/‏  |
| V ‎/v/‏ | W ‎/v/‏ | Õ ‎/ɤ/‏  | Ä ‎/æ/‏ | Ö ‎/ø/‏  | Ü ‎/y/‏ | X ‎/ks/‏ | Y ‎/ɨ/‏  | Z ‎/s/‏  | Ž ‎/ʃ/‏  | ' ‎/◌ʲ/‏ |

معظم الحروف (بما في ذلك ä, ö, ü, õ) تدل على نفس الأصوات كما هو الحال في اللغة الإستونية، مع استثناءات قليلة. الحرف q يدل على الصوت القفي الحنجري ‎/ʔ/‏ وy يدل على حرف اللين ‎/ɨ/‏ الذي يوجد كذلك في الروسية ويُكتب ы و البولندية ويُكتب y (أو منذ 2005 õ).